# Skagway (Alaska)
Skagway è una città e borough dell'Alaska di 862 abitanti (censimento relativo all'anno 2000).

## Geografia fisica
La cittadina sorge in fondo al Canale Lynn, nella parte terminale del ramo di mare chiamato "Taiya Inlet", in una delle zone più asciutte della regione (a Skagway si contano solo 66 cm di pioggia all'anno). Skagway si sviluppa per circa 1 km verso l'interno della valle del fiume Skagway, che termina al Passo White, al confine con il Canada. Parte di questo territorio (il centro della città e il tracciato ferroviario White Pass Trail) fa parte del Klondike Gold Rush National Historical Park. La via principale della città, Broadway Street, è piena di negozi di articoli da regalo più o meno collegati al periodo d'oro della cittadina.

## Storia
La fondazione del primo gruppo urbano risale al 1897 durante la corsa all'oro. Si calcola che più di 40.000 cercatori d'oro diretti nello Yukon passarono per questa cittadina. Il nome della città è derivato da una parola Tlingit e si riferisce al mare mosso nella Taiya Inlet, causato dai forti venti del nord.

## Economia
Buona parte dell'economia della città poggia sul turismo delle navi da crociera (oltre 400 all'anno) e sulla linea ferroviaria turistica che porta nel Canada. 

## Galleria d'immagini

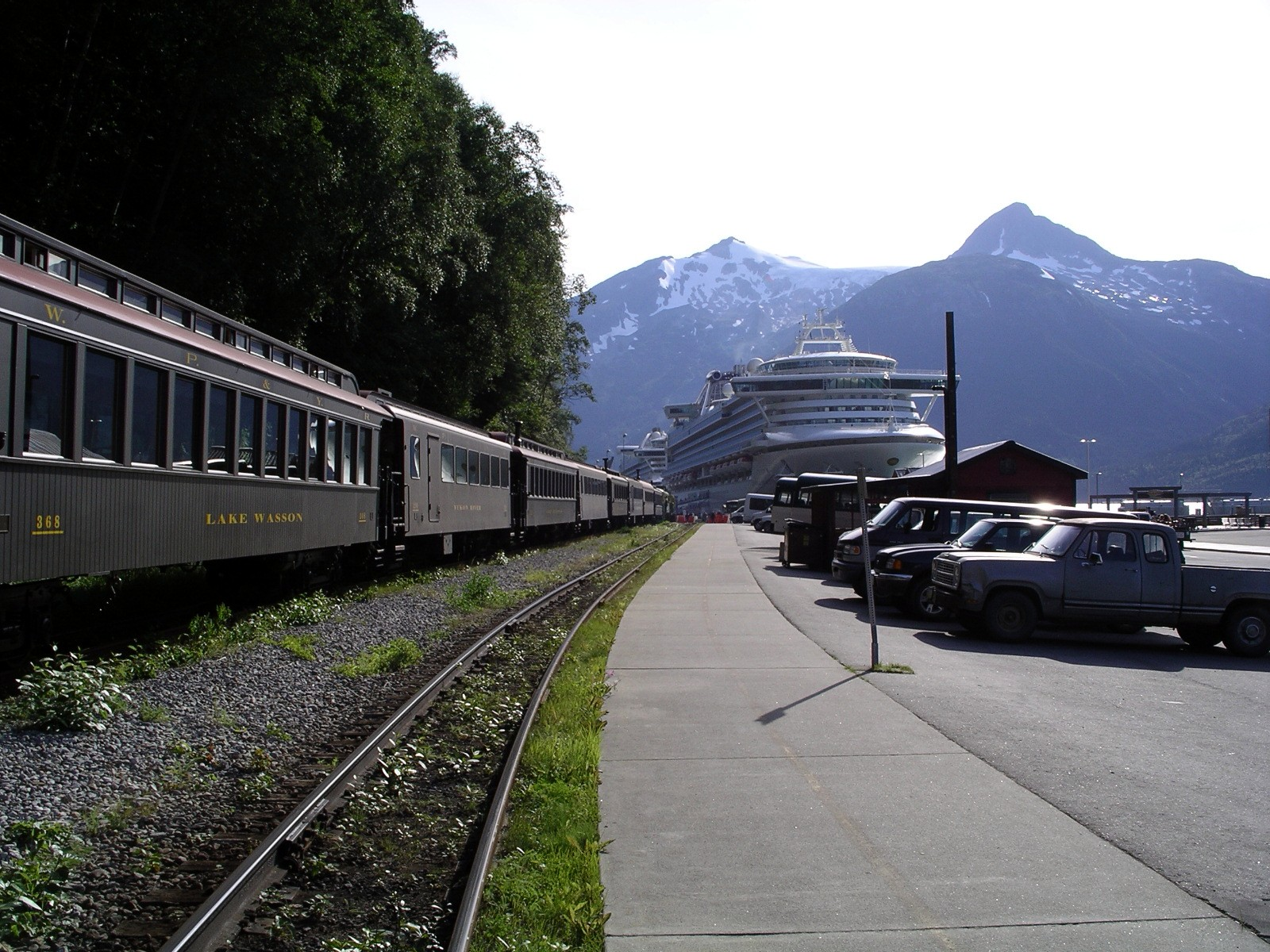
Il treno per il White Pass
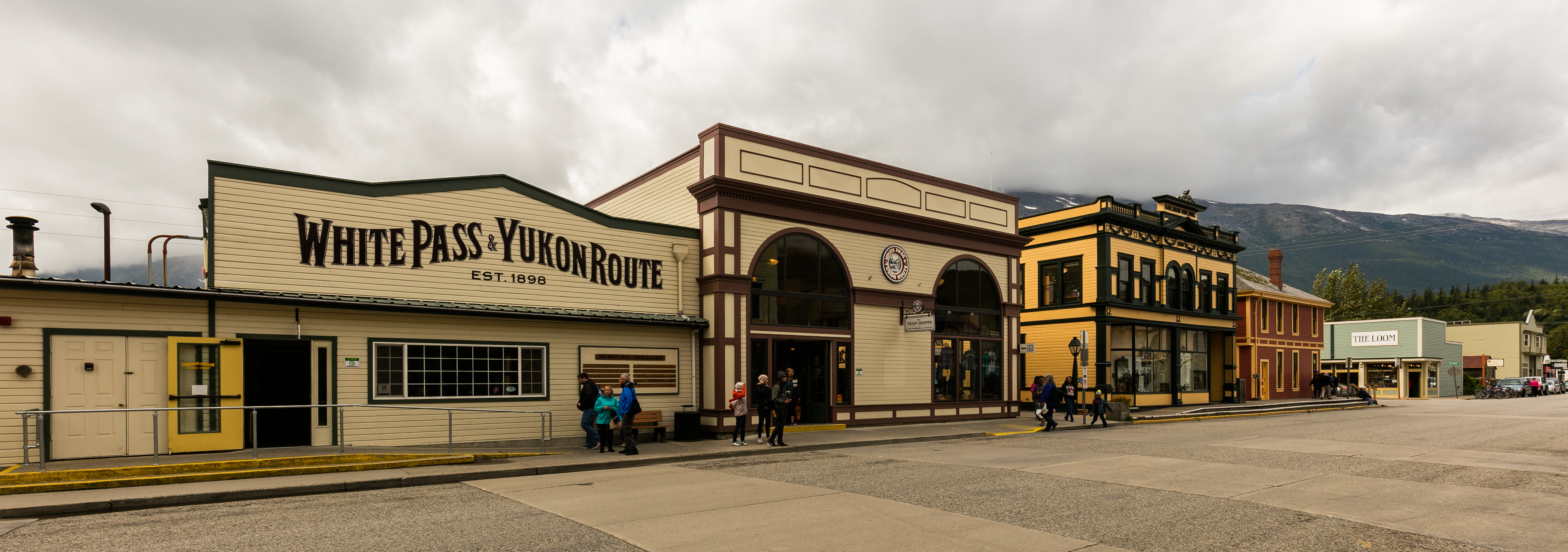
Second Avenue
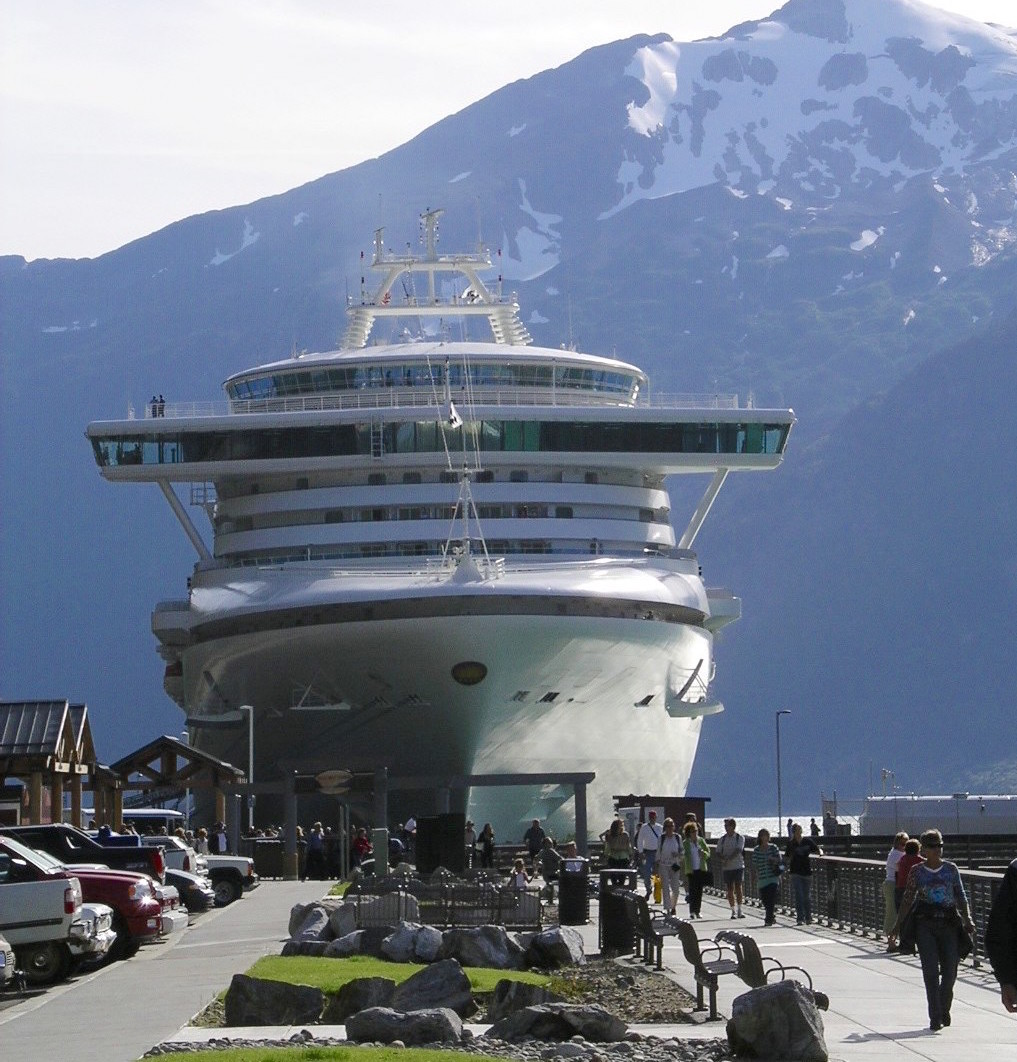
Una nave da crociera
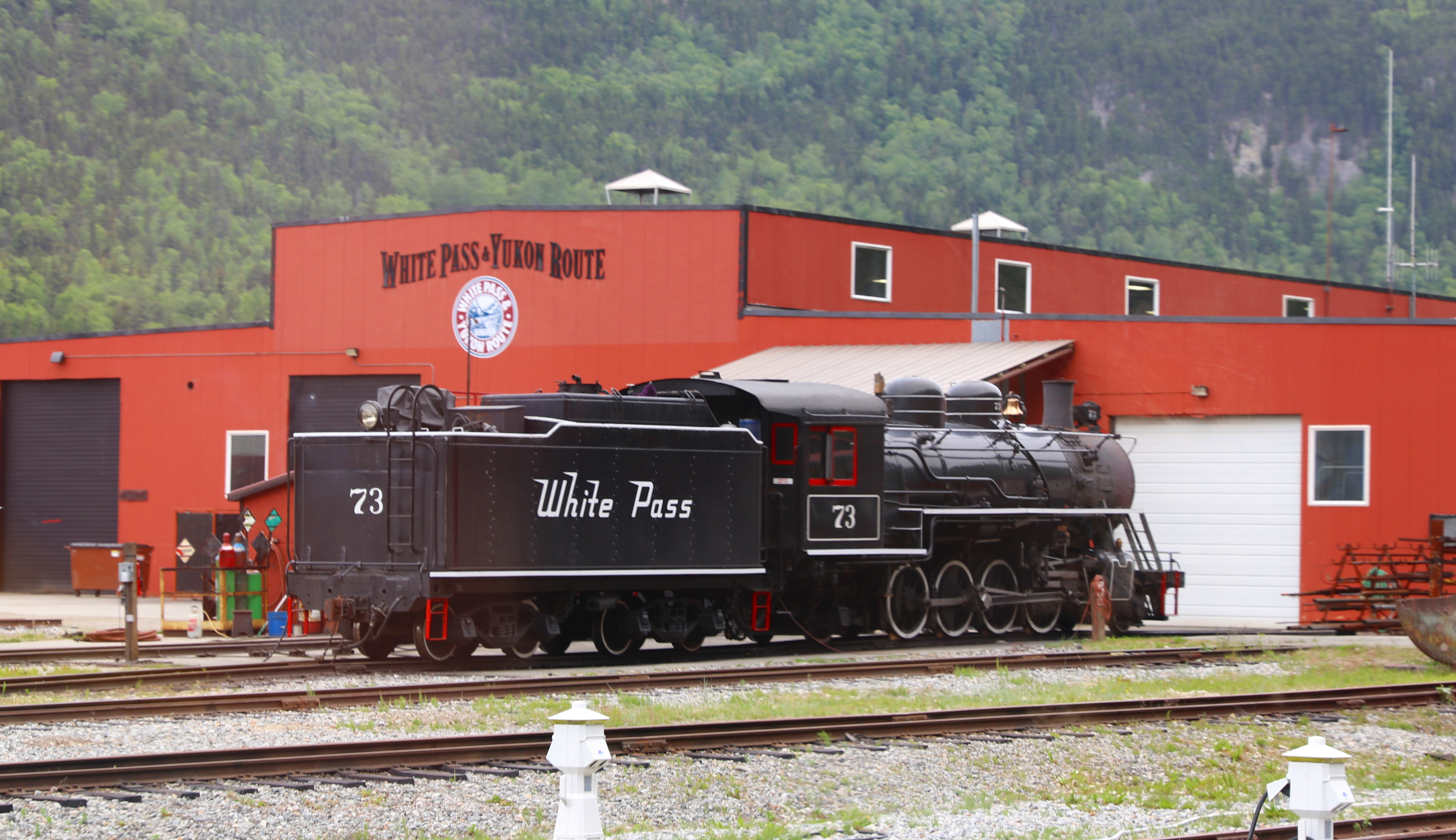
Una vecchia locomotiva
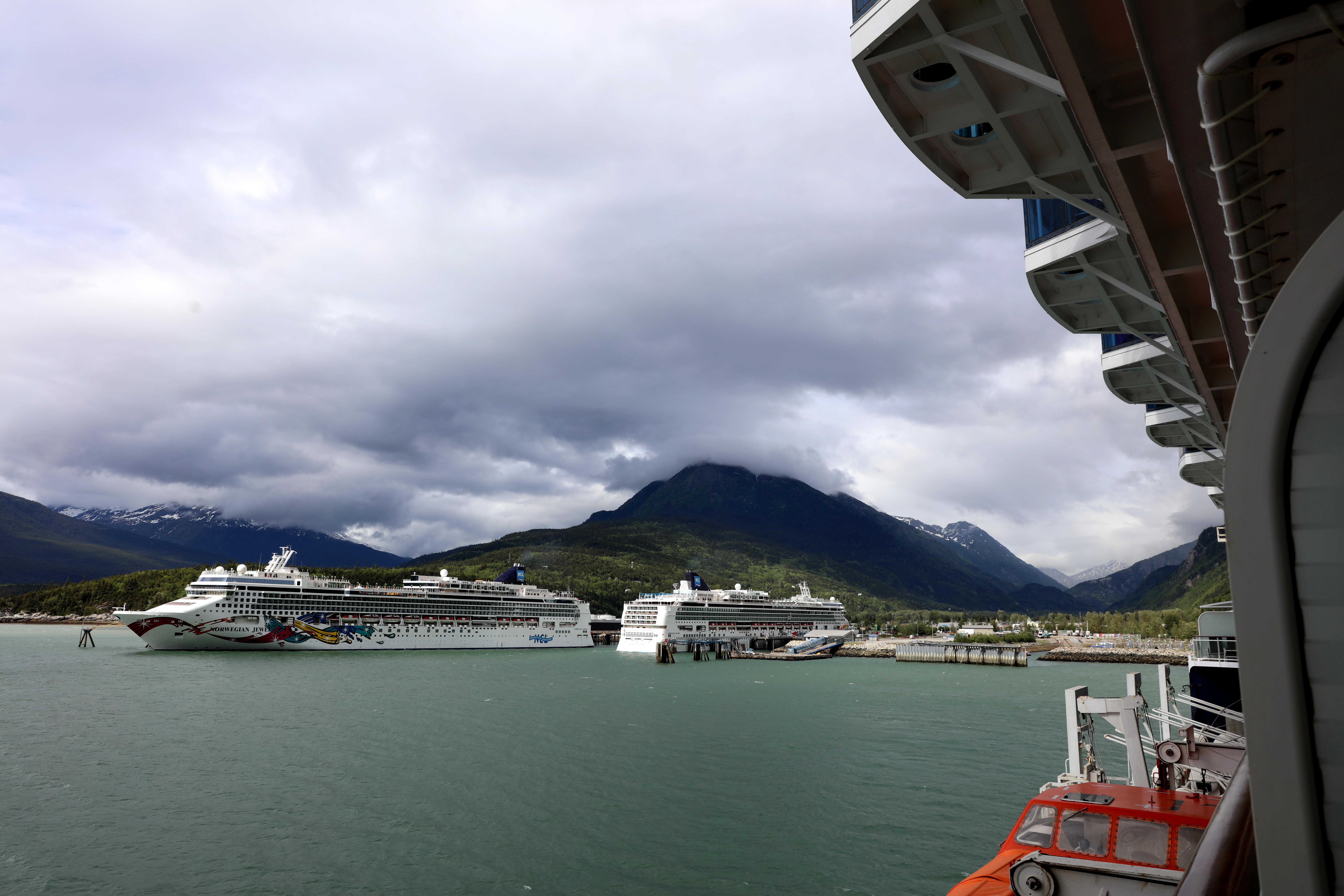
Il porto con le navi da crociera
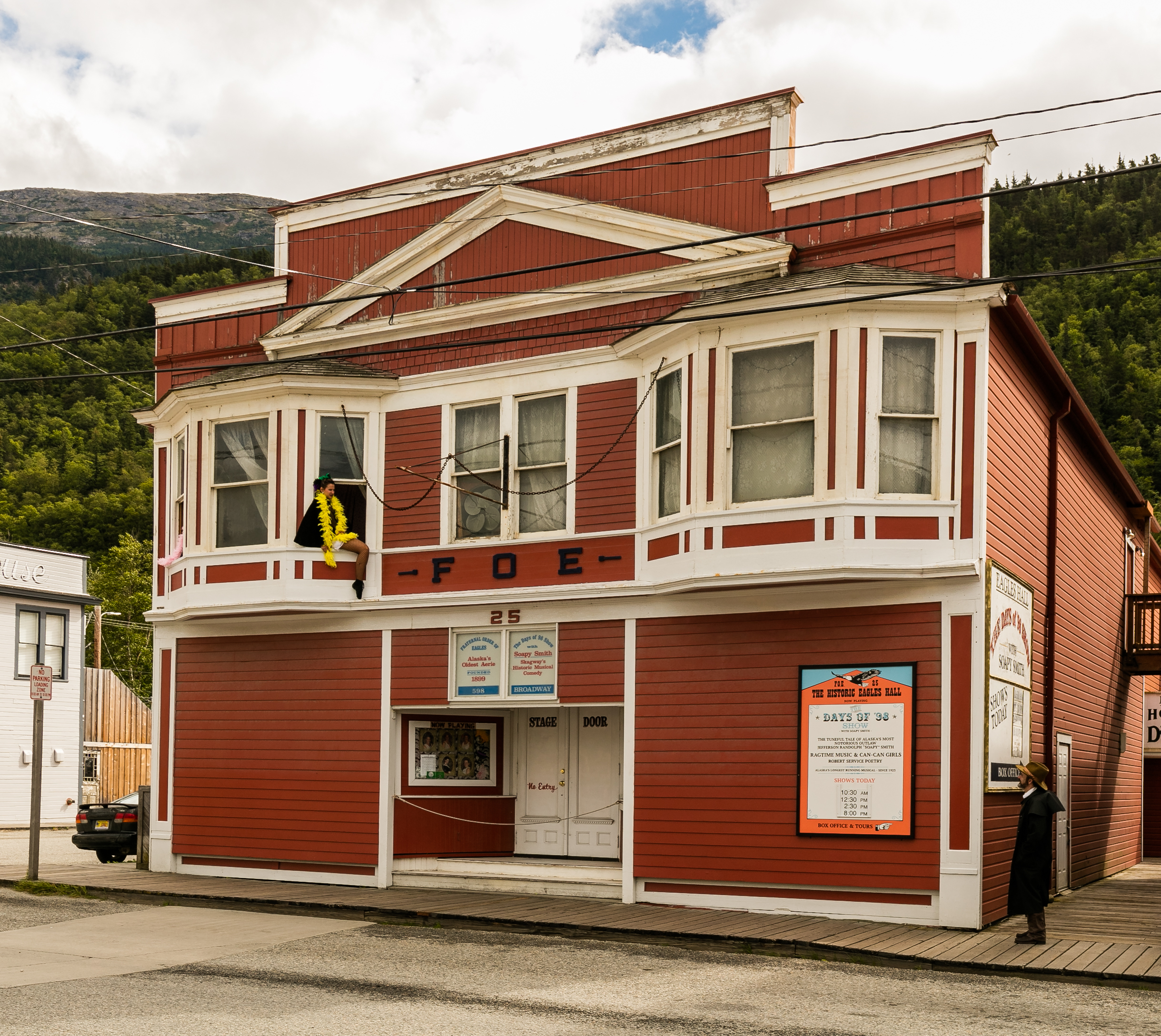
Un edificio caratteristico